# Thermidarctia thirmida
Thermidarctia thirmida är en fjärilsart som beskrevs av Erich Martin Hering 1926. Thermidarctia thirmida ingår i släktet Thermidarctia och familjen björnspinnare. Inga underarter finns listade i Catalogue of Life.